# Marxistische filosofie

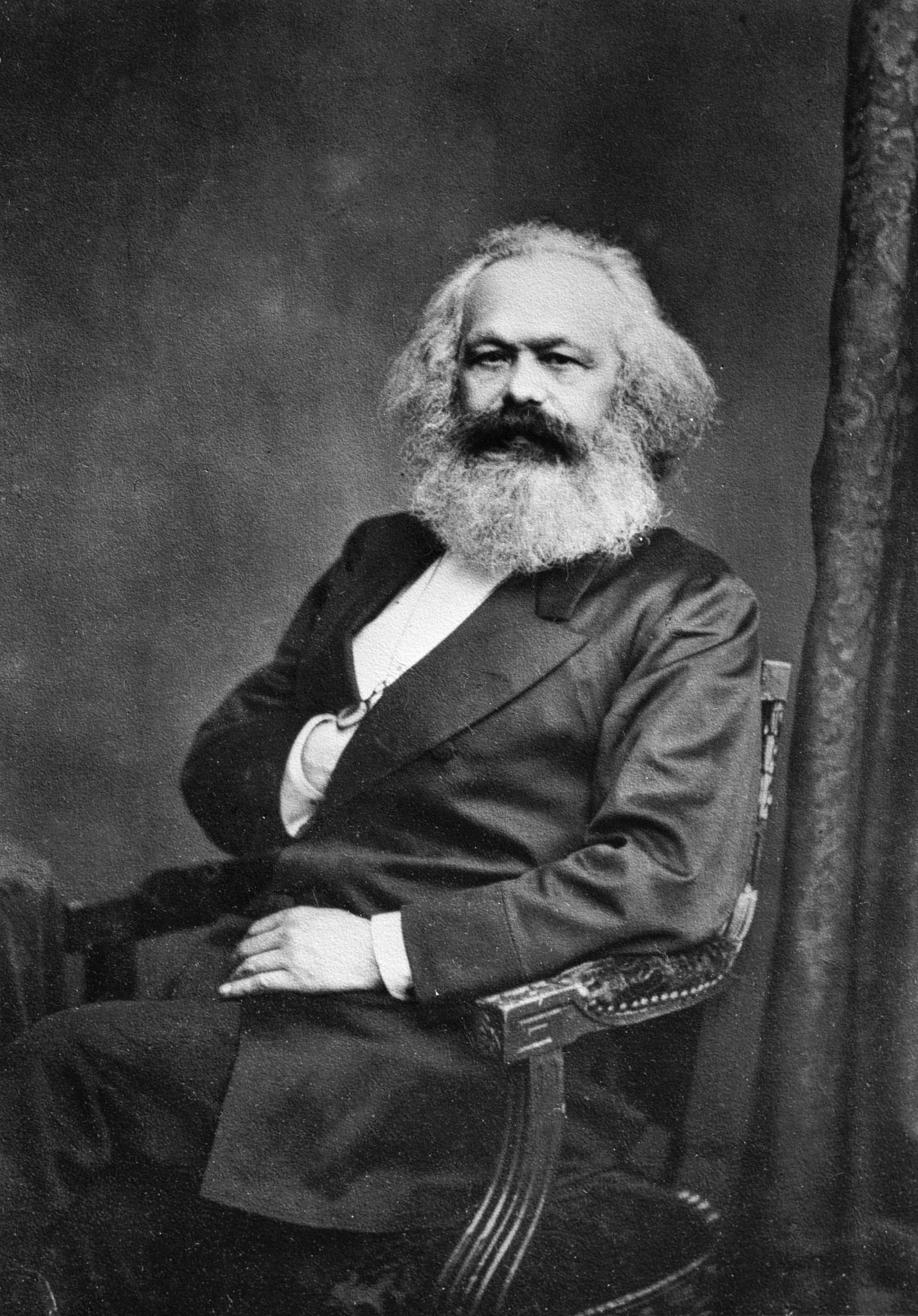
De 19e-eeuwse filosoof Karl Marx

De marxistische filosofie is een door Karl Marx in de tweede helft van de 19e eeuw ontwikkelde filosofie die sociale, politieke en economische theorieën verenigt. Het houdt zich vooral bezig met de strijd tussen de arbeidersklasse en de bezittende klasse en is voorstander van communisme en socialisme boven het kapitalisme.
De marxistische filosofie kan grofweg worden onderverdeeld in westers marxisme en de officiële filosofie in de Sovjet-Unie, die een strikte interpretatie van Marx afdwong, dialectisch materialisme genaamd. De marxistische filosofie is geen strikt gedefinieerd deelgebied van de filosofie, omdat de uiteenlopende invloed van de marxistische theorie zich heeft uitgebreid tot gebieden als de esthetica, ethiek, ontologie, epistemologie, theoretische psychologie en wetenschapsfilosofie, alsook haar duidelijke invloed op de politieke filosofie en de geschiedenisfilosofie.
Eén van de belangrijkste kenmerken van de marxistische filosofie is het streven naar de politieke praktijk als het einddoel van al het denken. Ook het materialisme is een essentieel aspect van de marxistische gedachte. De marxistische filosofie stelt dat de materie die wij in de natuur zien alles is wat er bestaat. Marx vatte zijn opvatting het als volgt samen:
“Het is niet het bewustzijn van de mensen dat hun wezen bepaalt, maar hun sociaal bestaan dat hun bewustzijn bepaalt.”